# Ben Viljoen
Benjamin Johannes Viljoen "Ben" Viljoen (Varkiesdaal, Wodehouse, 7 september 1869 - La Mesa, New Mexico, 14 januari 1917) was een Boerengeneraal tijdens de Tweede Boerenoorlog.

## Biografie
Viljoen verhuisde in 1890 naar Johannesburg in de Zuid-Afrikaansche Republiek (Transvaal). Hij was lid van de Volksraad als afgevaardigde van Krugersdorp en was een bondgenoot van president Paul Kruger.
In 1896 was hij als militair aanwezig bij de Jameson Raid waarbij de Britse troepen van Leander Starr Jameson door de Boeren verslagen werden. Na het uitbreken van de Tweede Boerenoorlog werd hij commandant-generaal van een regiment Boeren uit het district Witwatersrand (Johannesburg, Krugersdorp en Boksburg). Op 25 januari 1902 werd hij gevangengenomen bij Lydenburg en als krijgsgevangene naar Sint-Helena gestuurd. Hier schreef hij zijn autobiografische verslag van de oorlog, Mijn herinneringen aan de Anglo-Boerenoorlog.
Na de oorlog weigerde Viljoen onder Brits gezag te leven en vertrok hij in 1904 met zijn collega Piet Cronjé naar de Verenigde Staten om in het zogenaamde "Boerencircus" mee te reizen. Met ondersteuning van president Theodore Roosevelt probeerde hij tevergeefs de Boerenkolonie Hacienda Humboldt in Chihuahua (Mexico) te stichten. Hij vestigde zich in New Mexico en overleed daar in 1917.